# Эллиотт, Джон (актёр)
Джон Э́ллиотт (англ. John Elliott; 5 июля 1876, Киосокуа, Айова — 12 декабря 1956, Лос-Анджелес, Калифорния) — американский актёр театра и кино. За свою карьеру сыграл во многих бродвейских постановках, снялся более чем в 300 фильмах. Легко перешёл из эры немого кино в эру звукового. Талант Эллиотта позволял играть ему одинаково успешно как отрицательных, так и положительных персонажей. Снимался до самой смерти в 80-летнем возрасте. Наиболее запомнился зрителю исполнением ролей в В-вестернах.

## Биография
Джон Хью Эллиотт родился 5 июля 1876 года в городе Киосокуа (штат Айова). Отец — Джехью С. Эллиотт (1845—1916), мать — Сара Е. Норрис (1845—1897). В семье был третьим из четырёх детей, причём единственным сыном. Старшие сёстры — Элизабет (1969—1916) и Фэнни (1871—1897), младшая — Найна (1887—1958). В 1895 году семья переехала в город Пелла в том же штате. В феврале 1897 года Сара и Фэнни умерли от брюшного тифа.
В 1917 году он впервые появился на бродвейской сцене в постановке «Глаза юности», которую давали на протяжении года в театре Максайн Эллиотт. Дебют актёра на широком экране состоялся в 1919 году.

### Личная жизнь и смерть
14 апреля 1897 года Эллиотт женился на девушке по имени Клео Келли. В 1899 году у пары родились близнецы: Дональд и Дороти, но и мальчик и девочка умерли молодыми. В дальнейшем у актёра было ещё две супруги: Джейн Фолкнер и актриса кино и телевидения Эдит Эллиотт (1886—1978).
Джон Эллиотт скончался 12 декабря 1956 года в Лос-Анджелесе (штат Калифорния) от естественных причин.

## Избранная фильмография
За 37 лет кино-карьеры (1919—1956) Джон Эллиотт снялся в 304 фильмах, в том числе в 147 без указания в титрах и в 4 короткометражных; а также из 4 фильмов при окончательном монтаже сцены с участием Эллиотта были вырезаны.

### Указан в титрах
- 1938 — Кэссиди из «Бара 20»[англ.] / Cassidy of Bar 20 — Том Диллон
- 1938 — Сердце Аризоны[англ.] / Heart of Arizona — Бак Питерс
- 1939 — Джесси Джеймс[англ.] / Jesse James — судья Мэтьюс
- 1942 — Безумный монстр / The Mad Monster — профессор Хэтфилд
- 1942 — Секретный код[англ.] / The Secret Code — профессор Клайд (в главах 1 и 4)
- 1943 — Вызывая доктора Смерть[англ.] / Calling Dr. Death — священник
- 1947 — По дороге в рай[англ.] / Heading for Heaven — Уильям У. Хантер
- 1948 — Я бы не хотел оказаться в твоей шкуре / I Wouldn't Be in Your Shoes — мистер Лейк, адвокат
- 1956 — Опасность диких мест[англ.] / Perils of the Wilderness — Гомер Линч

### Не указан в титрах
- 1936 — Сжатая рука[англ.] / The Clutching Hand — Артур Дж. Уайт, адвокат
- 1936 — Плейбой с Таймс-сквер[англ.] / Times Square Playboy — Сэм, председатель Совета директоров
- 1936 — Разделённые сердца[англ.] / Hearts Divided — Джеймс Монро
- 1936 — Сатана встречает леди / Satan Met a Lady — член комитета отцов-основателей города
- 1936 — Легион ужаса[англ.] / Legion of Terror — почтмейстер
- 1937 — Любовь в прямом эфире / Love Is on the Air — мистер Грант Маккензи
- 1938 — Побег из тюрьмы[англ.] / Prison Break — член комиссии по УДО
- 1938 — Держите эту студентку[англ.] / Hold That Co-ed — правовед
- 1938 — Паническое бегство из Санта-Фе[англ.] / Santa Fe Stampede — горожанин
- 1938 — Кентукки[англ.] / Kentucky — Кэл
- 1939 — История Александра Грейама Белла[англ.] / The Story of Alexander Graham Bell — банкир
- 1939 — Пограничный горизонт[англ.] / New Frontier — горожанин
- 1939 — Чарли Чан на Острове сокровищ / Charlie Chan at Treasure Island — доктор (за кулисами)
- 1940 — Флэш Гордон покоряет Вселенную[англ.] / Flash Gordon Conquers the Universe — учёный
- 1940 — Молодой Билл Хикок[англ.] / Young Bill Hickok — армейский доктор
- 1940 — Зелёный лучник[англ.] / The Green Archer — Брюстер
- 1941 — Скачи, Келли, скачи[англ.] / Ride, Kelly, Ride — доктор
- 1941 — Мужчины в её жизни[англ.] / The Men in Her Life — дворецкий Эндрю
- 1942 — Капитан Полночь[англ.] / Captain Midnight — шеф полиции (в главах 11 и 15)
- 1942 — Негодяи / The Spoilers — инженер Келли
- 1942 — Великолепные Эмберсоны / The Magnificent Ambersons — гость
- 1943 — Сначала приходит мужество[англ.] / First Comes Courage — норвежский пациент
- 1943 — Остров забытых грехов[англ.] / Isle of Forgotten Sins — офицер в лодке
- 1943 — Приключения летающих кадетов[англ.] / Adventures of the Flying Cadets — генерал (в главе 13)
- 1943 — Корвет K-225 / Corvette K-225 — капитан-торговец
- 1944 — Райское тело[англ.] / The Heavenly Body — профессор Коллье
- 1944 — Дом в Индиане[англ.] / Home in Indiana — мужчина в баре
- 1944 — Морские налётчики[англ.] / Marine Raiders — адмирал
- 1944 — Мистер Уинкл отправляется на войну[англ.] / Mr. Winkle Goes to War — прохожий
- 1944 — Рискованный эксперимент / Experiment Perilous — телефонный оператор
- 1945 — Великий Фламарион / The Great Flamarion — театральный агент
- 1945 — Бренда Старр, репортёр[англ.] / Brenda Starr, Reporter — охранник
- 1945 — Побег в туман[англ.] / Escape in the Fog — дворецкий Томас
- 1945 — Монстр и обезьяна[англ.] / The Monster and the Ape — профессор Марсден
- 1946 — Крайний срок — на рассвете / Deadline at Dawn — спящий мужчина
- 1946 — Тёмный угол / The Dark Corner — хозяин прачечной
- 1946 — Маска дьявола[англ.] / The Devil's Mask— дворецкий Джон
- 1947 — Стрелять, чтобы убить[англ.] / Shoot to Kill — судья
- 1947 — Неверная / The Unfaithful — судья Эдвард Р. Маквей
- 1947 — Женщина на пляже / The Woman on the Beach — старый рабочий
- 1947 — Ложная тревога[англ.] / Cry Wolf — священник (озвучивание)
- 1947 — Претендент / The Pretender — мировой судья
- 1947 — Леди из Шанхая / The Lady from Shanghai — судебный клерк
- 1948 — Письмо незнакомки / Letter from an Unknown Woman — торговец цветами
- 1948 — Графиня Монте-Кристо[англ.] / The Countess of Monte Cristo — хозяин гостиницы
- 1949 — Флекси Мартин[англ.] / Flaxy Martin — судья Эдвард Р. Маквей
- 1952 — Спасти брак[англ.] / The Marrying Kind — министр